# Så længe vi er her
Så længe vi er her er titlen på Danser med Drenges 2. album, som blev udsendt i april 1995.
Albummet var det første efter den tidligere sangerinde Philippa Bulgins dødsfald i 1994. Den nye sangerinde Rie Rasmussen, dengang 28 år, fik dermed sin debut i bandet. Det skete officielt i TV2-programmet Eleva2ren i forbindelse med udgivelsen, hvor hun og bandet præsenterede åbningstracket "Vi går gennem mørket".
I forbindelse med albummet trådte musikerne Henrik Stanley Møller, Steffen Qwist og Jan Sivertsen ind i bandet, mens keyboardspiller Jesper Mejlvang trådte ud.
Albummet er dedikeret til Philippa Bulgin, og albummets kerne-track "Er der nogen i himlen?" er ifølge sangskriver Klaus Kjellerup henvendt direkte til den afdøde sangerinde. Alle albummets melodier og tekster er skrevet af Kjellerup, nogle af melodierne i samarbejde med Stanley Møller, dog ikke reggae-sangen "Et lysår - en stjerne", som er en coverversion fra 1982, lånt fra deres tidligere band Tøsedrengene.
Albummets cover, designet af Finn Bjerre, viser et close-up af et maleri af den afdøde sangerindes ansigt, næsten tildækket af solgult ørkensand.
Med dette album lå Danser med Drenge højt på hitlisten i 1995, kun overgået af Kim Larsens opsamlingsalbum Guld & grønne skove og Michael Jacksons HIStory. Albummet fik i august 1995 platin-certifikat for 50.000 solgte CD-eksemplarer og havde pr 1999 solgt over 80.000 eks, mens singlen "Er der nogen i himlen?" fik guld for mere end 4,5 mill streaminger på musiktjenesterne i marts 2019.
Over halvdelen af albummets sange findes i DmDs live-sæt pr 2020. Udover "Vi går gennem mørket" og "Er der nogen i himlen?" er det gruppens live-intro "Giv slip nu", samt reggae-sangene "Et lysår - en stjerne" og "Læn dig tilbage".

## Tracks
1. "Vi går gennem mørket" - (Kjellerup, Stanley) [6:01]
2. "Læn dig tilbage" – (Kjellerup) [4:29]
3. "De dage vi får" - (Stanley, Kjellerup) [5:04]
4. "Er der nogen i himlen?" - (Kjellerup) [5:45]
5. "De dygtige drenge" - (Kjellerup) [8:19]
6. "Giv slip nu" - (Kjellerup) [5:31]
7. "Nogen tror på retfærdighed" - (Stanley, Kjellerup) [6:13]
8. "Et lysår - en stjerne" - (Hagen, Michelsen) [4:59]
9. "Ting, som jeg aldrig turde sige" – (Stanley, Kjellerup) [4:04]

## Musikere (band)
- Rie Rasmussen (vokal)
- Klaus Kjellerup (bas, guitar, keyboards, vokal)
- Jan Sivertsen (trommer)
- Henrik Stanley Møller (el-piano, kor)
- Steffen Qwist (guitar)

## Gæster
- Anders Gårdmand (tenor saxofon 2, 6)
- Jon Bruland (bas 4)
- Niels Eje (obo solo 9)
- Jesper Mejlvang (flygel 1, orgel 3, 7)
- Simon West (flygel 7)
- Mads Michelsen (trommer, percussion 5, 6)
- Rune H. Olesen (percussion)
- Chief 1, Lars Pedersen (perc samples 4)
- Sune Munkholm Pedersen (synth, vocoder 5)

- Channe Nussbaum, Laura Illeborg, Paula Befrits, Lisbeth Madsen, Ruth Hald, Wencke Barfoed, Kim Knudsen, John Berger (kor)
- Hendrik Jørgensen, Jeppe Kaas, Mik Neumann, Nis Toxværd, Ture Larsen (hornsektion 3)